# Przeskład tekstu
Przeskład – termin dotyczący tekstu przygotowywanego do druku, oznaczający zmianę zawartości lub parametrów utworzonego wcześniej tekstu (całego lub jego dużego fragmentu), przy czym zmiana ta jest poważniejsza aniżeli naniesienie poprawek.
W zecerstwie było to:
- powtórne wykonanie składu tekstu z powodu zbyt dużych zmian w korekcie, zmiany formatu kolumny, zastosowania innej czcionki itp.

W DTP termin ten posiada zastosowanie w następujących sytuacjach:
- ponowne wprowadzenie poprawionego tekstu do komputera zamiast nanoszenia zbyt dużej liczby poprawek na tekście już istniejącym w komputerze
- wymiana tekstu na całkiem nowy
- zmiana parametrów złamanego tekstu bez zmieniania parametrów samego łamu

W niektórych edytorach tekstu i programach do składu publikacji może zdarzyć się nawet niepożądany przez nas przeskład tekstu, np. przy zmianie domyślnej drukarki, wymianie tzw. ppd, czy otwarciu pracy w programie ze zmienionymi preferencjami.